# Frank Neidhart Steigerwald
Frank Neidhart Steigerwald (* 27. Juli 1940 in Danzig; † 20. Juni 2002 in Braunschweig) war ein deutscher Kunsthistoriker.

## Werdegang
Steigerwald, Sohn der Malerin Lucia Steigerwald, studierte Kunstgeschichte an der Universität Freiburg, u. a. bei Martin Gosebruch, dem er 1966 an den neugegründeten Lehrstuhl für Kunstgeschichte an der Technischen Universität Braunschweig folgte. 1972 promovierte er über das Grabmal Heinrichs des Löwen und seiner Frau im Braunschweiger Dom, 1990 habilitierte er sich an der Technischen Universität Braunschweig mit einer Monografie über Albrecht Dürer.
Steigerwalds Forschungsschwerpunkt lag auf dem Gebiet des sächsischen Mittelalters, was durch eine ganze Reihe von Veröffentlichungen dokumentiert ist.

## Veröffentlichungen (in Auswahl)
- Der Meister des Grabmals Friedrichs von Wettin (1152f.) und sein Braunschweiger Löwendenkmal (1166).  In: Martin Gosebruch / Lorenz Dittmann (Hrsg.): Argo. Festschrift für Kurt Badt zu seinem 80. Geburtstag am 3. März 1970, Köln 1970, S. 128–141
- Das Grabmal Heinrichs des Löwen und Mathildes im Dom zu Braunschweig: eine Studie zur figürlichen Kunst des frühen 13. Jahrhunderts, insbesondere der bildhauerischen (= Braunschweiger Werkstücke, Band 47), Waisenhaus-Buchdruckerei und Verlag, Braunschweig 1969, DNB 482625376 (Dissertation Technische Universität Braunschweig 1972, 134, [32] Seiten, 89 Illustrationen, 24 cm DNB 730097064)
- Dürers frühe Silberstiftzeichnungen  in: Kunstgeschichtliche Gesellschaft zu Berlin (Hrsg.), Heft 24 der Neuen Folge - Oktober 1975 bis Juni 1976, Berlin 1976, S. 11–15
- Zu Cranachs in Wien entstandenen Zeichnungen  in: Kunstmuseum Basel (Hrsg.): Akten des Kolloquiums zur Basler Cranach-Ausstellung 1974, Basel 1977, S. 10–11
- Gugel, Gebende und gebrechliche Konsolen; ein Beitrag zur Kostumkunde und Bauplastik des Mittelalters.  In: Niederdeutsche Beiträge zur Kunstgeschichte, Bd. 18 (1979) S. 43–92
- Wolken und Meer - Die Insel Sylt - Aquarelle und Zeichnungen von Wolfgang Klähn.  Tara Verlag pro paco, Braunschweig, 1982, ISBN 3-923378-11-4.
- Der Christuslebenzyklus für die Kathedrale Ottos des Großen in Magdeburg.  In:  Martin Gosebruch zu Ehren. Festschrift anläßlich seines 65. Geburtstages am 20. Juni 1984, Hirmer, München 1984, ISBN 3-7774-3730-1.
- Der Braunschweiger Löwe: riquin me fecit?.  in: Der Braunschweiger Burglöwe. Bericht über ein wissenschaftliches Symposion in Braunschweig vom 12. bis 15. Okt. 1983 (Schriftenreihe der Kommission für Niedersächsische Bau- und Kunstgeschichte bei der Braunschweigischen Wissenschaftlichen Gesellschaft / 2), Göttingen 1985, S. 109–134
- Das Evangeliar Heinrichs des Löwen. Sein Bilderzyklus und seine Bestimmung für den Marienaltar des Braunschweiger Domes im Jahre 1188.  Offenbach 1985, ISBN 3-7664-9213-6
- Das Dedikationsrelief der Magdeburger Kathedrale Ottos des Großen und die Gründung des Erzbistums Magdeburg im Jahre 967: Otto Imperator, „vicus in ebore“. In: Ernst Ullmann (Hrsg.): Der Magdeburger Dom. Ottonische Gründung und staufischer Neubau. Symposium vom 7.–11. Oktober 1986 in Magdeburg  (Schriftenreihe der Kommission für Niedersächsische Bau- und Kunstgeschichte bei der Braunschweigischen Wissenschaftlichen Gesellschaft / 5), Leipzig 1989, S. 74–81
- Studien zur Kunst Albrecht Dürers: Vom „rechten Maß“, menschlicher Proportion und „Vergleichungen“, die wir in uns schöpfen. Habilitationsschrift TU Braunschweig, um 1990 (ungedruckt, maschinenschriftliches Exemplar in 3 Bänden (1. Text, 2. Anmerkungen, 3. Abbildungen) in der Universitätsbibliothek Braunschweig)
- Hoc opus auctoris par nobile iunxit amoris": Gedanken zur Stiftungsurkunde im Evangeliar Heinrichs des Löwen.  In: Martin Gosebruch (Hrsg.): Helmarshausen und das Evangeliar Heinrichs des Löwen. Bericht über ein wissenschaftliches Symposion in Braunschweig und Helmarshausen vom 9. Oktober bis 11. Oktober 1985 (Schriftenreihe der Kommission für Niedersächsische Bau- und Kunstgeschichte bei der Braunschweigischen Wissenschaftlichen Gesellschaft / 4), Verlag Erich Goltze GmbH & Co. KG, Göttingen 1992, ISBN 3-88452-257-4, S. 228–245
- Der Goslarer Kaiserthron. Aufstellungsort, figürliches Programm und Datierung.  in: Frank Steigerwald. (Hrsg.): Goslar : Bergstadt - Kaiserstadt in Geschichte und Kunst; Bericht über ein wissenschaftliches Symposion in Goslar vom 5. bis 8. Oktober 1989. Göttingen 1993. (Schriftenreihe der Kommission für Niedersächsische Bau - und Kunstgeschichte bei der Braunschweigischen Wissenschaftlichen Gesellschaft; 6), S. 129–194
- Gedanken zum Sockelsystem des Meisters der Halberstädter Triumphkreuzanlage.  in: Ernst Ullmann (Hrsg.): Halberstadt. Studien zu Dom und Liebfrauenkirche. Königtum und Kirche als Kulturträger im östlichen Harzvorland - Halberstadt. Symposion des Leipziger Lehrstuhls für Kunstgeschichte und der Kommission für Niedersächsische Bau- und Kunstgeschichte bei der Braunschweigischen Wissenschaftlichen Gesellschaft, Halberstadt, 7. bis 10. Oktober 1991 (Schriftenreihe der Kommission für Niedersächsische Bau- und Kunstgeschichte bei der Braunschweigischen Wissenschaftlichen Gesellschaft / 7), Berlin 1997, S. 90–112